# بروكسايد (كولورادو)
بروكسايد (بالإنجليزية: Brookside, Colorado)‏ هي بلدة تقع في مقاطعة فريمونت، كولورادو بولاية كولورادو في الولايات المتحدة. تبلغ مساحتها 1.1 (كم²)، وترتفع عن سطح البحر 1629 م، بلغ عدد سكانها 219 نسمة في عام 2000 حسب إحصاء مكتب تعداد الولايات المتحدة وتصل الكثافة السكانية فيها 199.1 نسمة/كم2.

## وصلات خارجية
- The US50 - Cities and Towns in Colorado State
- Colorado Cities and Towns, Facts, Map, Flag, Colleges, Government, and More